# Mathod
Mathod ist eine politische Gemeinde im Distrikt Jura-Nord vaudois des Kantons Waadt in der Schweiz.

## Geographie
Mathod liegt auf 445 m ü. M., 6 km westlich der Bezirkshauptstadt Yverdon-les-Bains (Luftlinie). Das Haufendorf erstreckt sich am Nordrand der Orbeebene, am Fuss der dem Jura vorgelagerten Hügel und Hochflächen, am Austritt des Tals des Mujon, im Waadtländer Mittelland.
Die Fläche des 6,6 km² grossen Gemeindegebiets umfasst einen Abschnitt des nördlichen Waadtländer Mittellandes. Der Hauptteil des Gebietes wird von der landwirtschaftlich intensiv genutzten Orbeebene eingenommen. Im Süden reicht Mathod über den Entwässerungskanal Canal Occidental bis jenseits der kanalisierten Thielle. Nach Westen erstreckt sich der Gemeindeboden auf die Höhe des Bois de Vuavre (bis 510 m ü. M.). Der nördliche Teil umfasst das Tal des unteren Mujon und reicht in die breite Talniederung des Bey zwischen dem Jurafussplateau und dem Mont de Chamblon. Nördlich von Mathod, auf der Höhe des Jurafussplateaus, wird unterhalb des Hofes Les Troncs mit 534 m ü. M. der höchste Punkt der Gemeinde erreicht. Von der Gemeindefläche entfielen 1997 6 % auf Siedlungen, 8 % auf Wald und Gehölze, 85 % auf Landwirtschaft und etwas weniger als 1 % war unproduktives Land.
Zu Mathod gehören die Weiler Le Moulin (448 m ü. M.) im Tal des Mujon, Les Vernes (437 m ü. M.) inmitten der Orbeebene nördlich der Thielle sowie einige Einzelhöfe. Die Nachbargemeinden von Mathod sind im Norden Champvent, im Osten Suscévaz, im Südosten Ependes, im Südsüdosten Orbe, im Süden Valeyres-sous-Rances und im Westen Rances.

## Bevölkerung
Mit 710 Einwohnern (Stand 31. Dezember 2023) gehört Mathod zu den kleinen Gemeinden des Kantons Waadt. Von den Bewohnern sind 90,6 % französischsprachig, 4,8 % portugiesischsprachig und 3,5 % deutschsprachig (Stand 2000). Die Bevölkerungszahl von Mathod belief sich 1900 auf 358 Einwohner. Nachdem die Bevölkerung bis 1980 auf 278 Personen abgenommen hatte, wurde seither wieder eine deutliche Bevölkerungszunahme registriert.

## Wirtschaft
Mathod war bis in die zweite Hälfte des 20. Jahrhunderts ein vorwiegend durch die Landwirtschaft geprägtes Dorf. Noch heute haben der Ackerbau (insbesondere Gemüsekulturen) und der Obstbau eine wichtige Bedeutung in der Erwerbsstruktur der Bevölkerung. An den Südhängen oberhalb des Dorfes wird seit 1981 wieder Weinbau betrieben. Weitere Arbeitsplätze sind im Kleingewerbe und im Dienstleistungssektor vorhanden. In den letzten Jahrzehnten hat sich Mathod auch zu einer Wohngemeinde entwickelt. Zahlreiche Erwerbstätige sind deshalb Wegpendler, die vor allem in Yverdon arbeiten.

## Verkehr
Die Gemeinde ist verkehrstechnisch gut erschlossen. Sie liegt an der Hauptstrasse von Yverdon nach Orbe. Der Autobahnanschluss Orbe an der 1989 eröffneten A9 ist rund 4 km vom Ortskern entfernt. Ausserdem befindet sich im Nordosten in 5 km Entfernung der Anschluss Yverdon-Ouest an die 1984 eröffnete A5 (Yverdon-Grandson). Durch einen Postautokurs, der von Yverdon nach Orbe verkehrt, ist Mathod an das Netz des öffentlichen Verkehrs angeschlossen.

## Geschichte
Die erste urkundliche Erwähnung des Ortes erfolgte 1141 unter dem Namen Mastod. Später erschienen die Bezeichnungen Mastout (1235), Mathoz (1382), Mastou, erstmals Mathod (1403) und schliesslich Mathoux (1521). Die Herkunft des Ortsnamens ist nicht bekannt.
Seit dem Mittelalter gehörte Mathod zur Herrschaft Champvent. Zu Beginn des 14. Jahrhunderts kam es an die Herren von La Mothe. Mit der Eroberung der Waadt durch Bern im Jahr 1536 gelangte Mathod unter die Verwaltung der Vogtei Yverdon. Nach dem Zusammenbruch des Ancien Régime gehörte das Dorf von 1798 bis 1803 während der Helvetik zum Kanton Léman, der anschliessend mit der Inkraftsetzung der Mediationsverfassung im Kanton Waadt aufging. 1798 wurde es dem Bezirk Yverdon zugeteilt. Bis 1811 gehörte der Weiler Saint-Christophe zu Mathod, danach wurde er dem Gemeindegebiet von Champvent angegliedert.

## Sehenswürdigkeiten
Das Schloss von Mathod mit zwei kurzen Seitenflügeln wurde im 18. Jahrhundert errichtet. Der Mittelbau zeigt Stilelemente der palladianischen Architektur. Neben dem Schloss befindet sich eine Kapelle. Die dem Schloss gegenüber stehende Kirche besitzt als Besonderheit einen Turm mit rechteckigem Grundriss. Im Ortskern sind einige charakteristische Acker- und Weinbauernhäuser aus dem 17. bis 19. Jahrhundert erhalten.

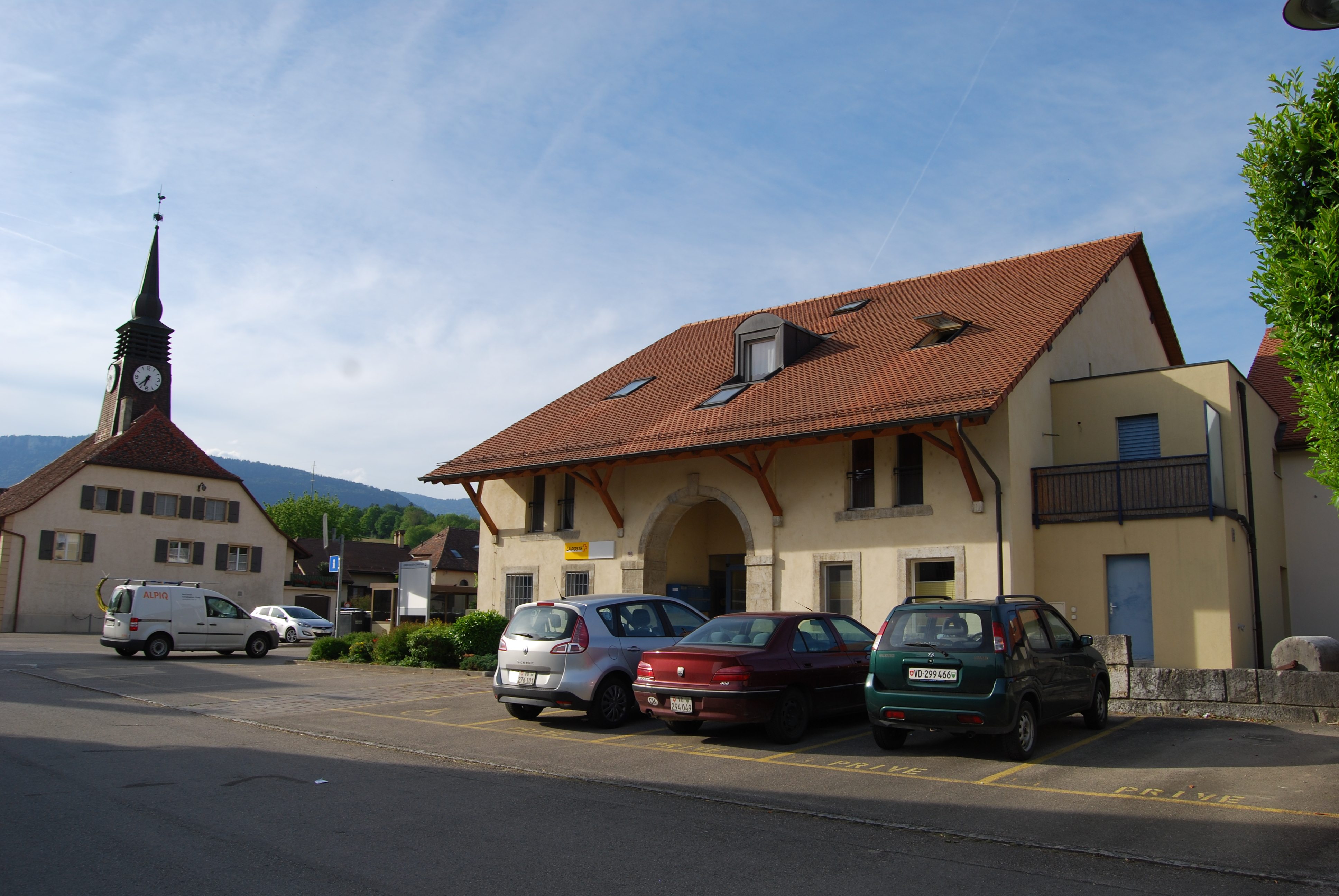
Dorfzentrum
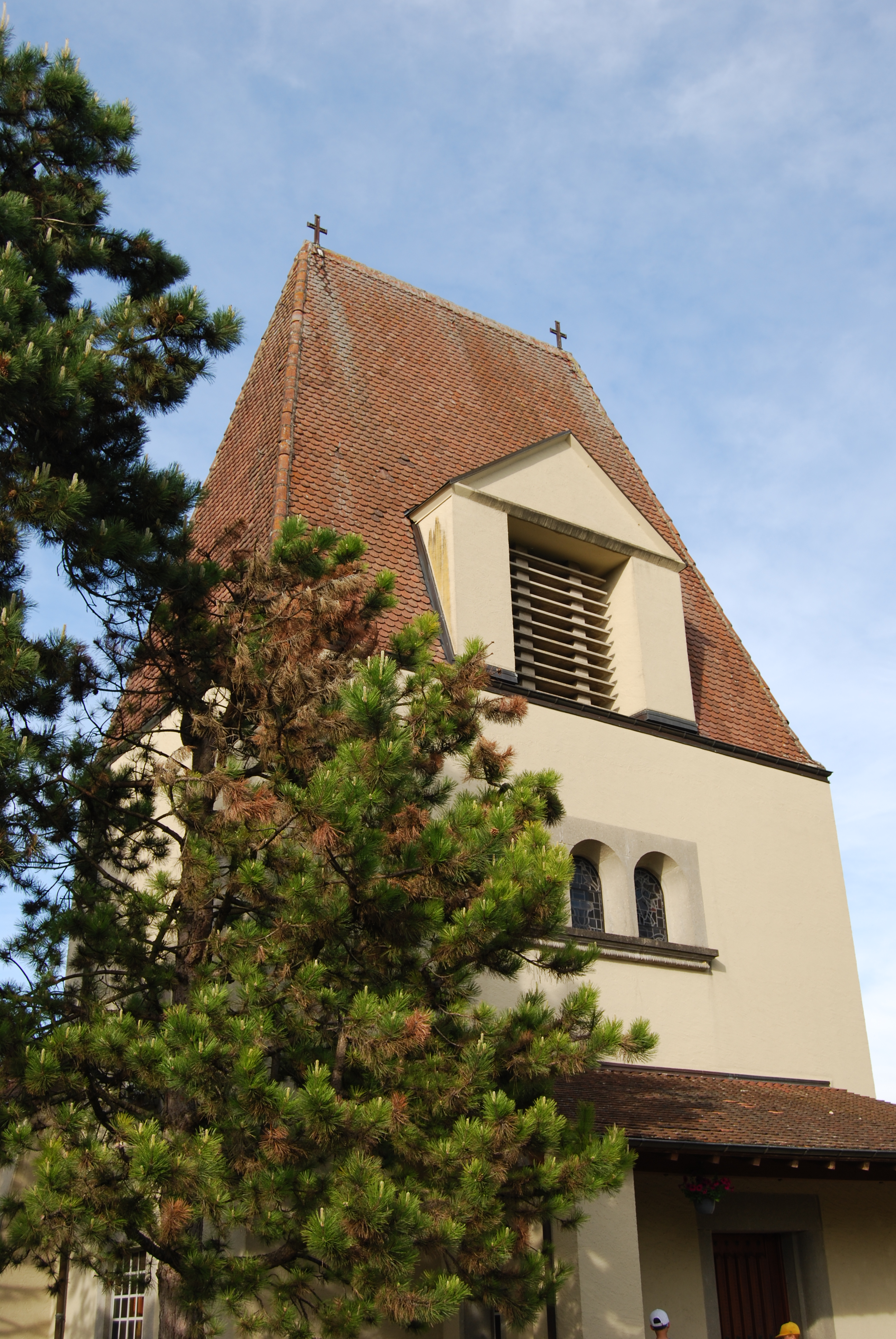
Kirche
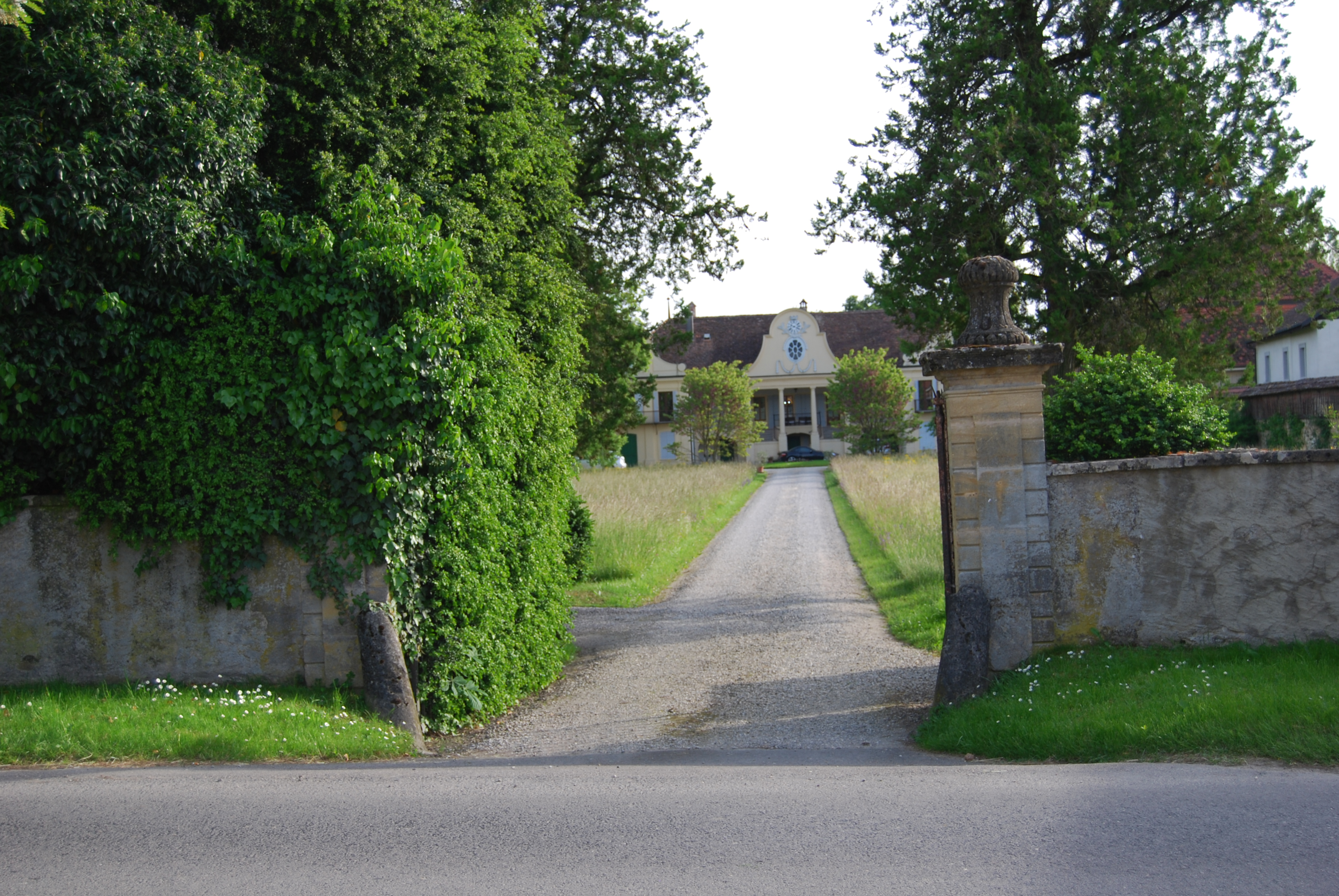
Schloss
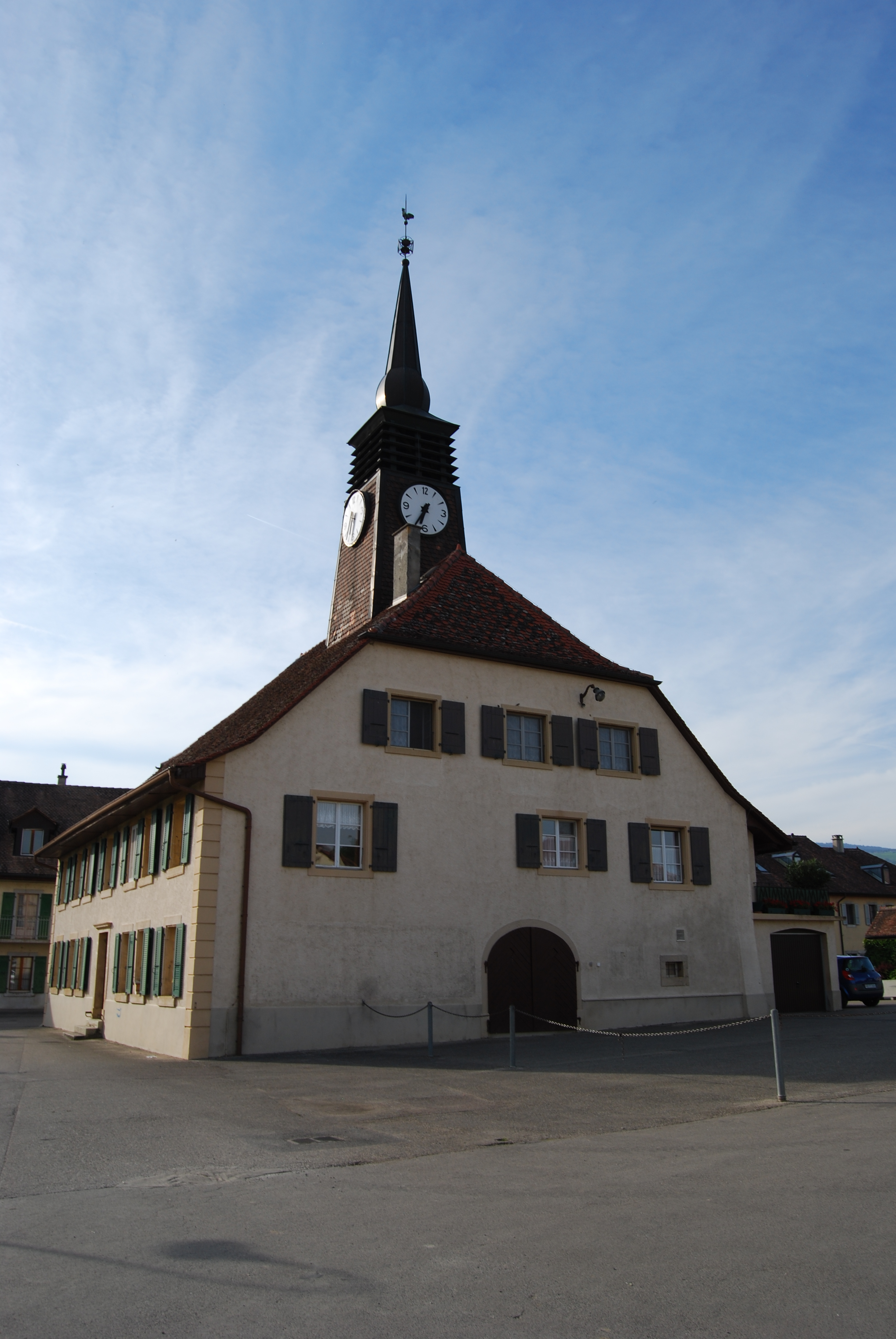
Gemeindehaus
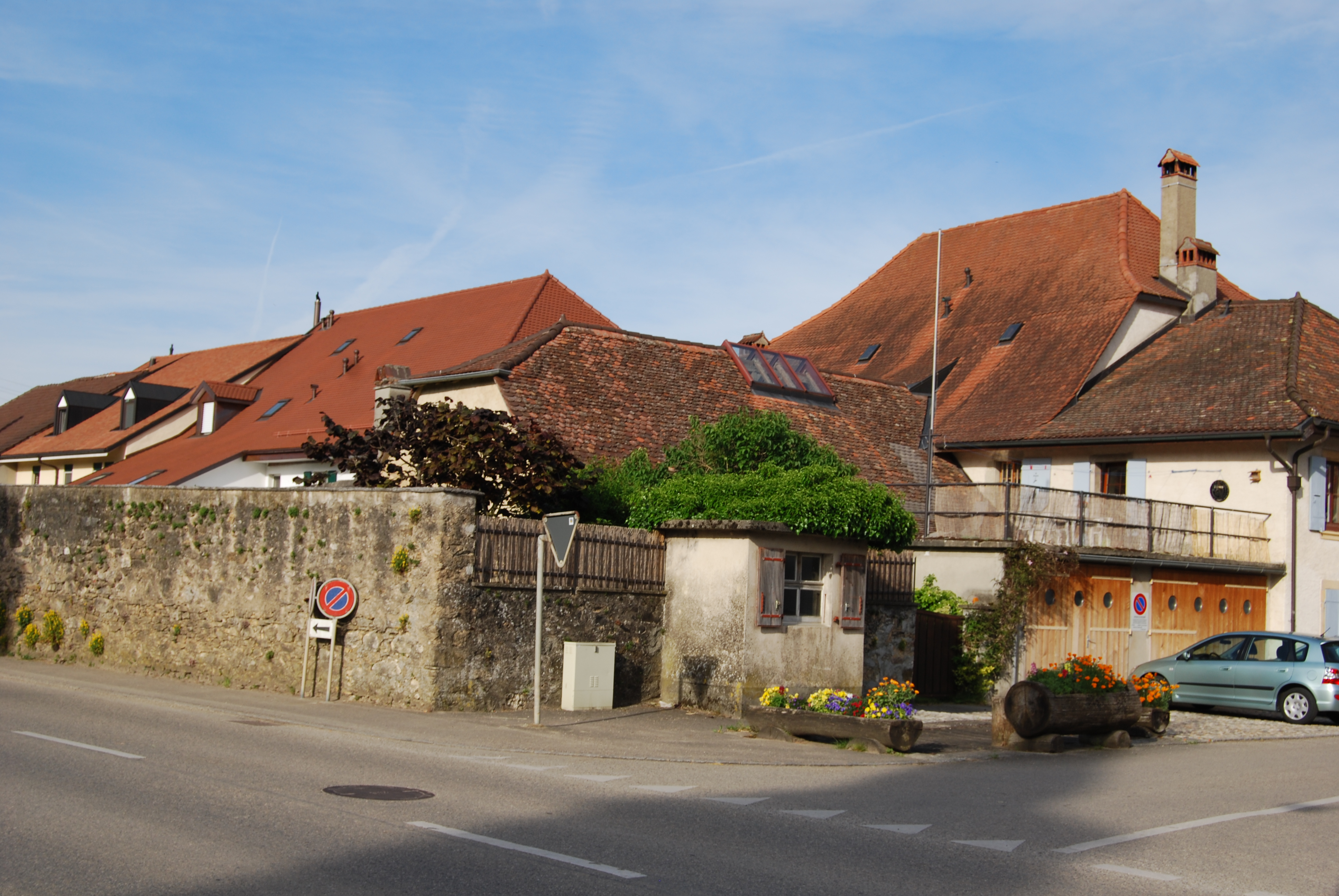
Häuser im Dorfzentrum
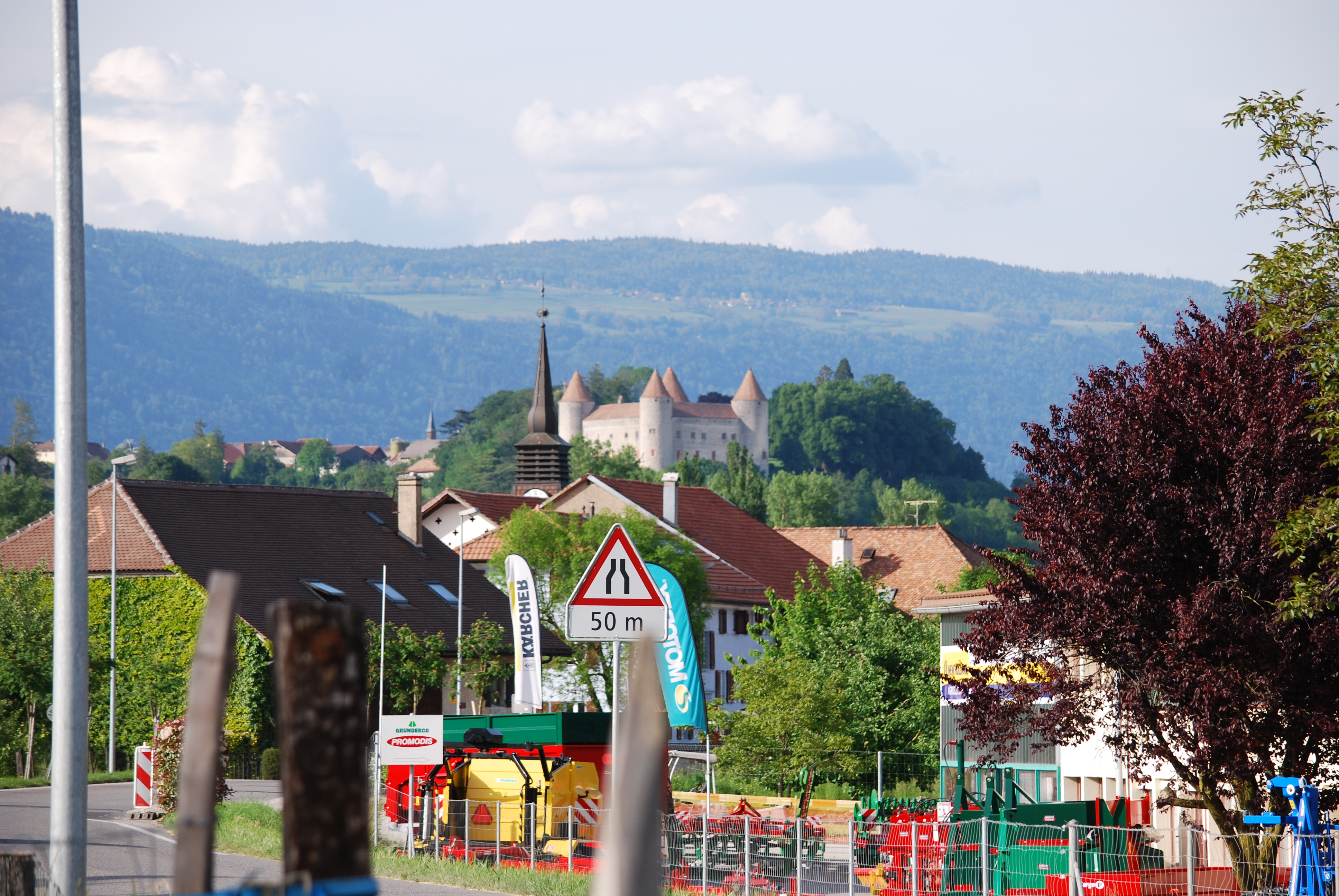
Dorfeingang mit Blick auf Schloss Champvent
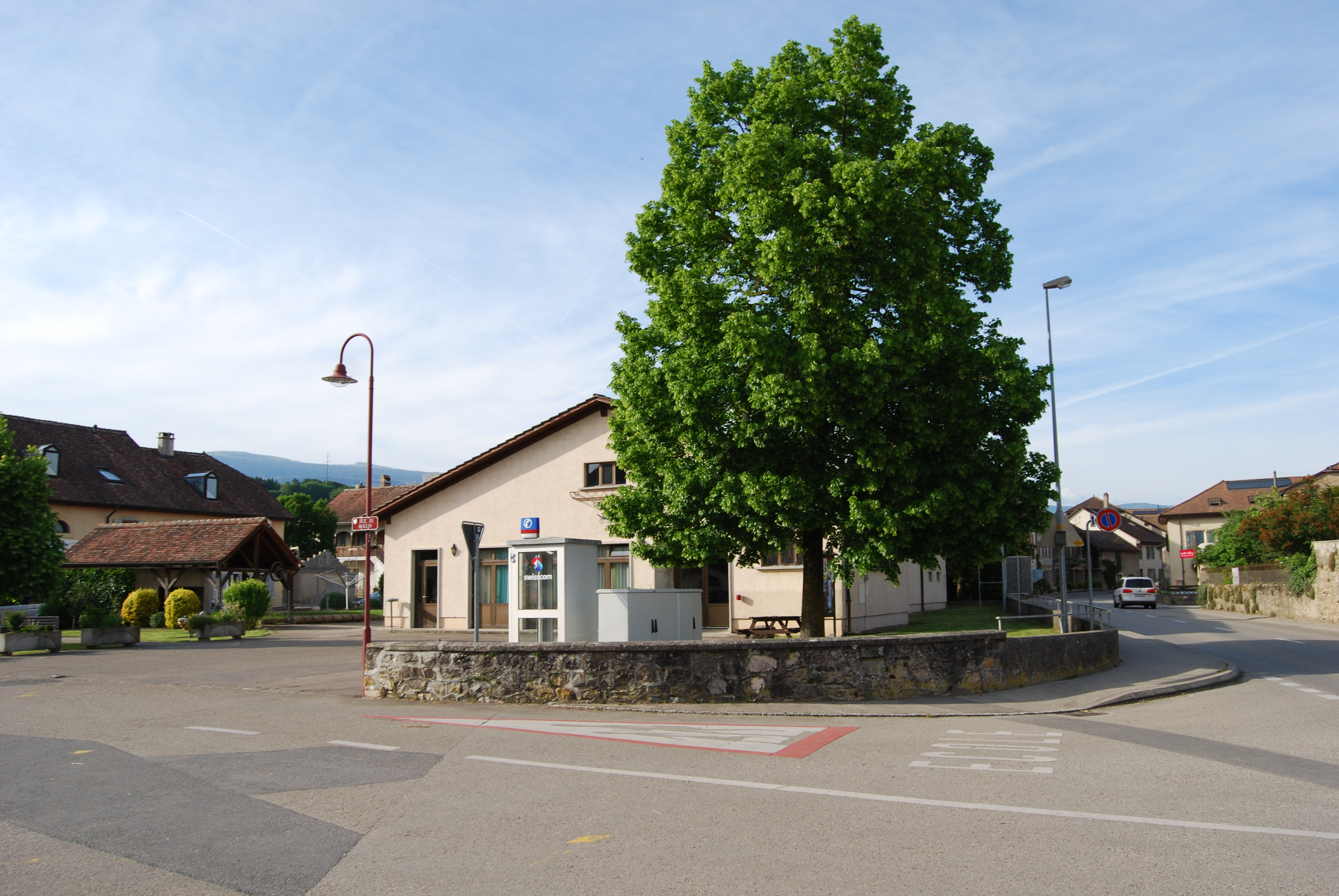
Postamt